# Giyasettin Sayan

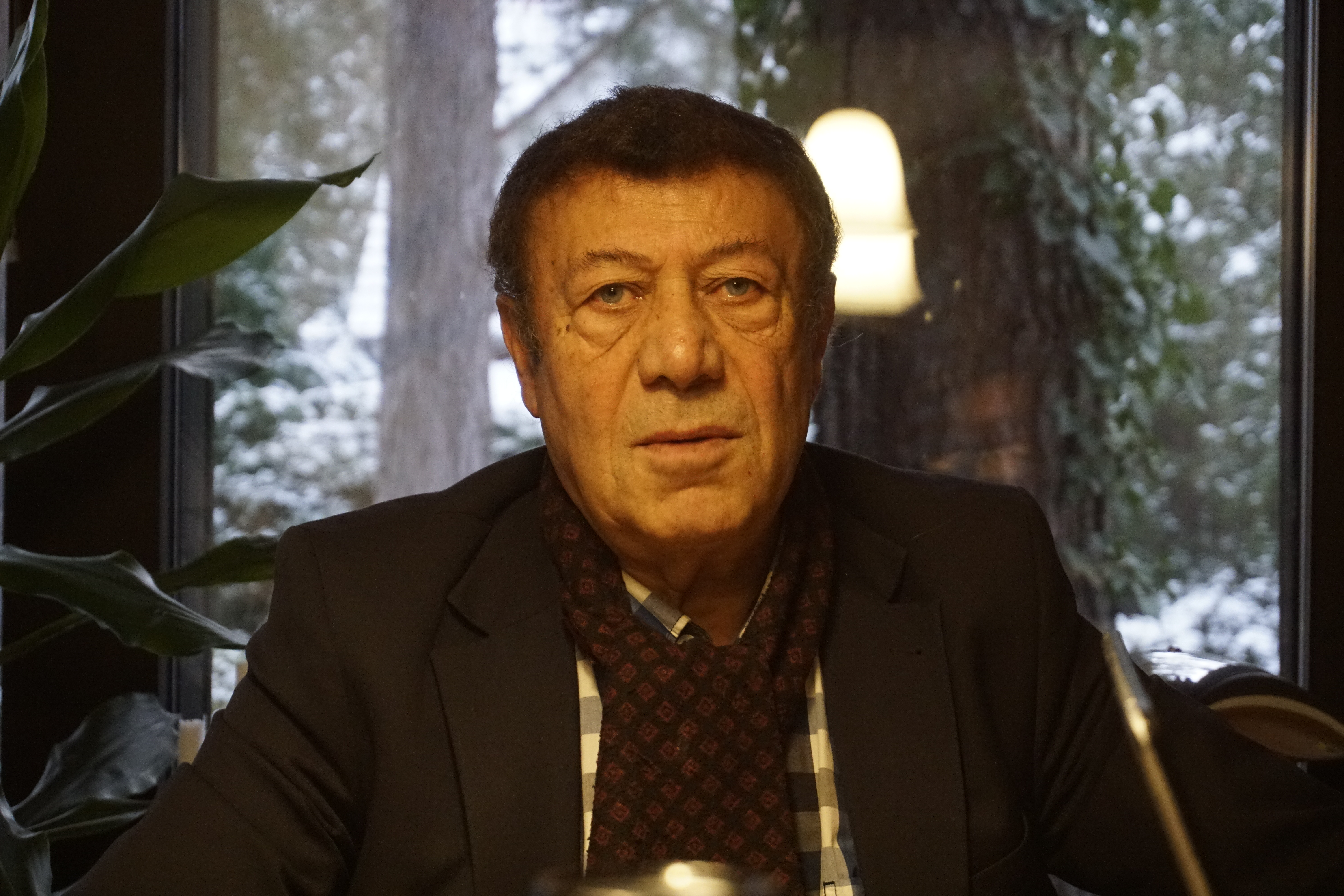
"Giyas" im Winter 2023 in Berlin

Giyasettin Sayan (* 4. April 1950 in Hasköy, Türkei) ist ein deutscher Politiker und Autor kurdischer Herkunft.
Er war 16 Jahre Mitglied im Berliner Abgeordnetenhaus und Präsidiumsmitglied. Seit dem 30. November 1995 war er migrationspolitischer Sprecher der Linksfraktion. Zur Europawahl 2024 trat er als Spitzenkandidat für DIE SONSTIGEN an.

## Leben und Beruf
Nach der Schulzeit in der Türkei beendete er sein Studium an der FHW Berlin 1980 als Diplom-Betriebswirt (FH). Danach studierte er Politische Wissenschaften an der FU Berlin und machte 1984 sein Diplom. Von 1985 bis 1998 war er Sozialberater bei der Arbeiterwohlfahrt Berlin e. V. in der Sozialberatungsstelle Spandau. Er spricht Deutsch, Kurdisch, Türkisch, Arabisch und Persisch.
Am 19. Mai 2006 wurde Sayan Opfer eines Überfalls von zwei mutmaßlich rechtsextremen Gewalttätern in Berlin-Lichtenberg. Die Täter wurden nicht gefasst, das Verfahren der Staatsanwaltschaft eingestellt.

## Abgeordneter
Seit dem November 1995 ist er Mitglied des Abgeordnetenhauses von Berlin, dies als Präsidiumsmitglied, migrationspolitischer Sprecher der Linksfraktion sowie Mitglied der Ausschüsse für Gesundheit, Soziales, Migration und Verbraucherschutz und für kulturelle Angelegenheiten. Weiterhin war er Mitglied der Stiftung Umverteilen und ist Mitglied der Kurdischen Gemeinde zu Berlin. Sein Wahlbezirk war Lichtenberg-Hohenschönhausen. Sayan war vor einigen Jahren bewusst in den Berliner Osten gezogen, um damit ein Zeichen zu setzen. Er engagiert sich besonders gegen Rechtsextremismus und für migrationspolitische Fragen, in diesem Zusammenhang äußerte er sich auch zum Fall Sürücü.
Unter der Überschrift Antisemitismus gehört zum organisierten Islam referierte Sayan
am 13. März 2013 in Trier.

## Parteien

### Alternative Liste
Von 1982 bis 1995 war Sayan Mitglied der Alternativen Liste, später Bündnis 90/Die Grünen, und von 1987 bis 1988 Mitglied des Geschäftsführenden Ausschusses.

### Die Linke
Als Mitglied der Die Linke war er von 1994 bis 1995 Mitglied der Bezirksverordnetenversammlung Wilmersdorf.

## Bücher
- Saddams tödliche Diplomaten in Berlin. Attentat auf kurdischen Studentenkongress vom 1. August 1980 in Berlin (West) bis heute straflos. (Mit Marion Böker) Evra Verlag, Berlin 2005, ISBN 3-937716-21-1.